# Kira Miró
Pour les articles homonymes, voir Kira et Miro.
Kira García-Beltrán Miró, plus connue sous le nom de Kira Miró, née à Santa Brígida le 13 mars 1980, est une actrice espagnole.

## Biographie
Kira Miró naît le 13 mars 1980 à Santa Brígida, près de la ville de Las Palmas de Grande Canarie, sur l'île de la Grande Canarie, dans une famille d'artistes.
Durant sa jeunesse, elle étudie à l'école de l'actrice argentine Cristina Rota. Elle commence sa carrière à la télévision en 1999 dans le programme Desesperado Club Social sur la chaîne de télévision espagnole Antena 3 où elle participe plus tard notamment à l'émission El Hormiguero.
En 2004, au cinéma, elle joue le rôle de Roxanne dans la comédie Le Crime farpait d'Álex de la Iglesia, puis en 2006 dans El próximo Oriente de Fernando Colomo. 
En 2009, elle intègre le casting d'Étreintes brisées, de Pedro Almodóvar.
Kira Miró est également connue pour ses rôles dans les séries télévisées Servir y proteger (2018), La que se avecina (2019-2020) et Machos alfa (à partir de 2022) dans laquelle elle joue le rôle de Luz durant trois saisons, revendiquant sa condition de personnalité liée au féminisme, notamment en Espagne.

### Vie privée
Elle est la compagne de l'acteur Salvo Reina qui lui dédie son prix Goya en 2025.